# Милица Мима Ружичић Новковић
Милица Мима Ружичић Новковић (1978) је професорка српског језика, координирка Програма за једнакост особа с инвалидитетом у јавном говору Центра "Живети усправно".

## Живот и рад
Милица Мима Ружичић Новковић је рођена у Новом Саду 1978. године. Завршила је Карловачку гимназију, дипломирала на Филозофском факултету у Новом Саду, Одсек за српски језик и лингвистику. Одбранила је магистарски рад на истом одсеку. Тренуто је докторанткиња АЦИМСИ Центра за родне студије УНС.
Милица је једна од оснивачица и директорка од 2004. године Удружења "Живети усправно" у Новом Саду. Координира Програмом за једнакост особа с инвалидитетом у јавном говору Центра "Живети усправно". Своје професионално интересовање усмерила је на језик инвалидности и равноправност маргинализованих друштвених заједница у јавном говору. Активисткиња је покрета за самостлани живот. 
Објављује књиге, међу којима је животна прича Гордане Рајков Изборити се за избор (2017), пише радове из области језика, родних и женских студија, инвалидности, са фокусом на различитим облицима дисркиминације.